# Żebry-Idźki
Żebry-Idźki – kolonia w Polsce, w województwie mazowieckim, w powiecie przasnyskim, w gminie Czernice Borowe.
W skład sołectwa Żebry wchodzą Żebry-Idźki, Żebry-Kordy, Żebry-Marcisze.
Do 2023 miejscowość była częścią wsi Żebry-Kordy.
W latach 1975–1998 Żebry-Idźki administracyjnie należały do województwa ciechanowskiego.
Wierni kościoła rzymskokatolickiego  należą do rzymskokatolickiej parafii św. Stanisława BM w Czernicach Borowych.